# ГАЗ-24-02
ГАЗ-24-02 «Волга» — це легковий автомобіль Е класу сімейства «Волга» у 5-дверному кузові універсал, що виготовлявся на Горьковському автомобільному заводі з 1972 по 1987 роки.

## Опис моделі
Виробництво універсалів ГАЗ-24-02 було освоєно в 1972 році. Відмінною особливістю цього п'ятидверного семимісного автомобіля, виробництво якого тривало до 1987 року (а кузов, до слова сказати, живий досі і зазнав мінімум змін за минулі роки), стали розкладні середній і третій ряди сидінь, які можна по-різному скласти і отримати таким чином кілька варіантів вантажного майданчика і пасажирського салону. У автомобіля були посилені покришки і задні ресори, а ось задні ліхтарі залишилися, як у седана (і досі форму свою не змінили). Дефлектор на даху (над задніми дверима) забезпечує правильний перерозподіл повітряних потоків, обтікаючих заднє скло, яке завдяки цьому менше забруднюється. Довжина автомобіля 4735 мм і ширина 1820 мм, база 2800 мм та колію 1420/1470 мм — як у седана, а висота збільшилася на 20 мм (до 1510 мм).
ГАЗ-24-02 також як і седан, знайшов застосування в службі таксі; на його базі був сконструйований санітарний автомобіль ГАЗ-24-03; базовий універсал використовувався в багатьох аеропортах країни при ескорт-супровід літаків; нерідким було використання універсалів для потреб спецслужб або міліції — автору навіть доводилося бачити такий автомобіль з ґратами за другим рядом сидінь і написом «Кінологічна» на борту, існували також експортні модифікації ГАЗ-24-02, при цьому деякі з них комплектувалися дизельними двигунами силами дилерських фірм.

## Основні модифікації
- ГАЗ-24-02 — базова вантажопасажирська модель з двигуном ЗМЗ-Д24 (2,45 л, 95 к.с., бензин АІ-93), обробка сидінь зі шкірозамінника, до 1977 року між передніми сидіннями передбачалася знімна подушка і відкидний підлокітник, що перетворювало передній ряд сидінь у тримісний і збільшувало загальну місткість до 8 чоловік;
- ГАЗ-24-03 — карета швидкої допомоги для перевезення хворого на ношах і двох супроводжуючих медичних працівників. Оснащувалася двигуном ЗМЗ-Д24 (95 к.с., бензин АІ-93). Забарвлення згідно з ГОСТом: білий основний колір кузова з червоною поздовжньою смугою по бортах і знаки червоного хреста, світлотехнічні та звукові пристрої («мигалка» синього кольору на даху і сирена). Медичний салон відділений від кабіни перегородкою з зсувним віконцем, бічні стекла були виконані матовими, ліва задня двері заблоковані, в медичному відсіку передбачено розміщення напрямних для нош і штатні місця для медичного обладнання
- ГАЗ-24-04 — модифікація для роботи в таксі, оснащувалася дефорсований двигуном ЗМЗ-2401 (85 к.с., бензин А-76), таксометром, спеціальними світловими приладами («зелений вогник» і з 1980 року — помаранчевий ліхтар на даху), забарвленням зеленувато-лимонного кольору і емблемами «шашки» на передніх дверях;
- ГАЗ-24-77 — експортна модифікація для країн Бенілюкс а під комплектацію дизелем Peugeot (пізніше Ford). Виготовлялась з 1976 р.